# جيرهارد بيير
جيرهارد بيير هو سياسي ألماني، ولد في 11 ديسمبر 1919 في Damerow ‏ في ألمانيا، وتوفي في 17 نوفمبر 2005 في برلين في ألمانيا. نشط حزبياً في الحزب الديمقراطي الاجتماعي الألماني. وقد انتخب عضو في برلمان برلين ‏.